# Анус
Анус (лат. ānus: „прстен“) у анатомији је посљедњи део цревног тракта, и коначни отвор ректума, а сам отвор се зове чмар.

## Улога
Када је ректум пун, повећање притиска тера на ширење аналне цеви како би измет доспео у цев. Ректум се смањује, а измет путује аналном цеви до ануса помоћу перисталтике.
Како би спречили настанак болести, људи често перу анус након избацивања измета помоћу воде или тоалетног папира.

## Пубертет
За време пубертета мушки полни хормон тестостерон почиње да појачано ради, па се стидне длаке јављају и на анусу, у 13-14 години као танке безбојне длачице. Како мушке гениталије сазревају, а длаке на телу постају дебље и тамније, исте се карактеристике догађају и на анусу.